# 圣艾尼
圣艾尼（法語：Saint-Aigny，法語發音：[sɛ̃.t‿ɛɲi]）是法国安德尔省的一个市镇，属于勒布朗区。

## 地理
圣艾尼（46°38'45"N, 1°1'31"E）面积14.86 平方千米，位于法国中央-卢瓦尔河谷大区安德尔省，该省份为法国中部省份，北起卢瓦-谢尔省，西北接安德尔-卢瓦尔省，西南接维埃纳省，南至克勒兹省和上维埃纳省，东临谢尔省。
与圣艾尼接壤的市镇（或旧市镇、城区）包括：勒布朗、孔克勒米耶、安格朗德、梅里尼、普利尼圣皮埃尔、索泽勒。

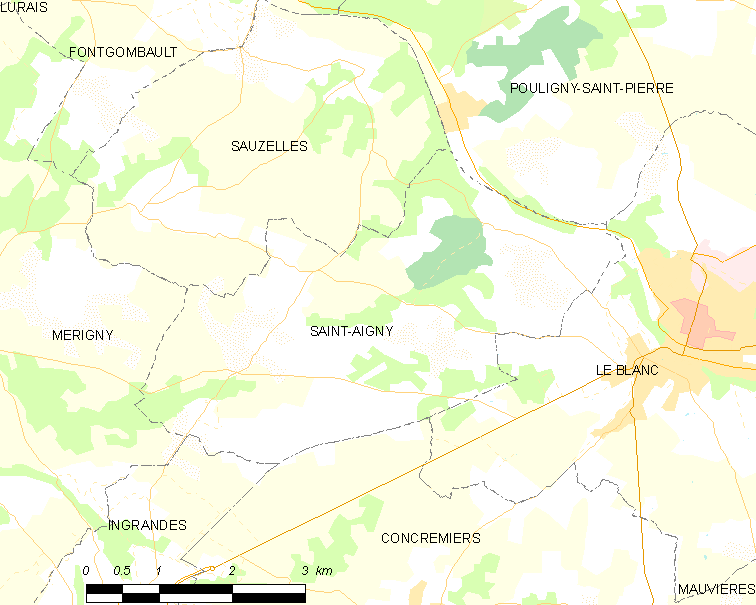
圣艾尼的OSM定位图

圣艾尼的时区为UTC+01:00、UTC+02:00（夏令时）。

## 行政
圣艾尼的邮政编码为36300，INSEE市镇编码为36178。

## 政治
圣艾尼所属的省级选区为勒布朗县。

## 人口

1962-2008年间圣艾尼人口变化图示

圣艾尼于2022年1月1日时的人口数量为272人。